# بريدراغ دورديفيتش
بريدراغ دورديفيتش (بالصربية: Предраг Ђорђевић)‏ (مواليد 4 أغسطس 1972) هو لاعب كرة قدم. يلعب مع منتخب صربيا والجبل الأسود لكرة القدم. سبق له أن لعب في كأس العالم لكرة القدم مع منتخب بلاده.

## روابط خارجية
- بريدراغ دورديفيتش على موقع الاتحاد الدولي (مؤرشف)  (الإنجليزية)
- بريدراغ دورديفيتش على موقع قاعدة بيانات كرة القدم.إي يو (الإنجليزية)
- بريدراغ دورديفيتش على موقع ناشيونال فوتبول تيمز (الإنجليزية)
- بريدراغ دورديفيتش على موقع Soccerway.com (الإنجليزية)
- بريدراغ دورديفيتش على موقع عالم كرة القدم.نت (الإنجليزية)